# Retiro (Madrid)
Retiro es un distrito perteneciente a la ciudad de Madrid (España), organizado administrativamente en los barrios de Pacífico (31), Adelfas (32), Estrella (33), Ibiza (34), Jerónimos (35) y Niño Jesús (36). Este distrito, al margen de ser céntrico en Madrid, es conocido nacionalmente por su parque público, el Parque del Retiro, del cual recibe su nombre.

## Geografía
El distrito está delimitado por:

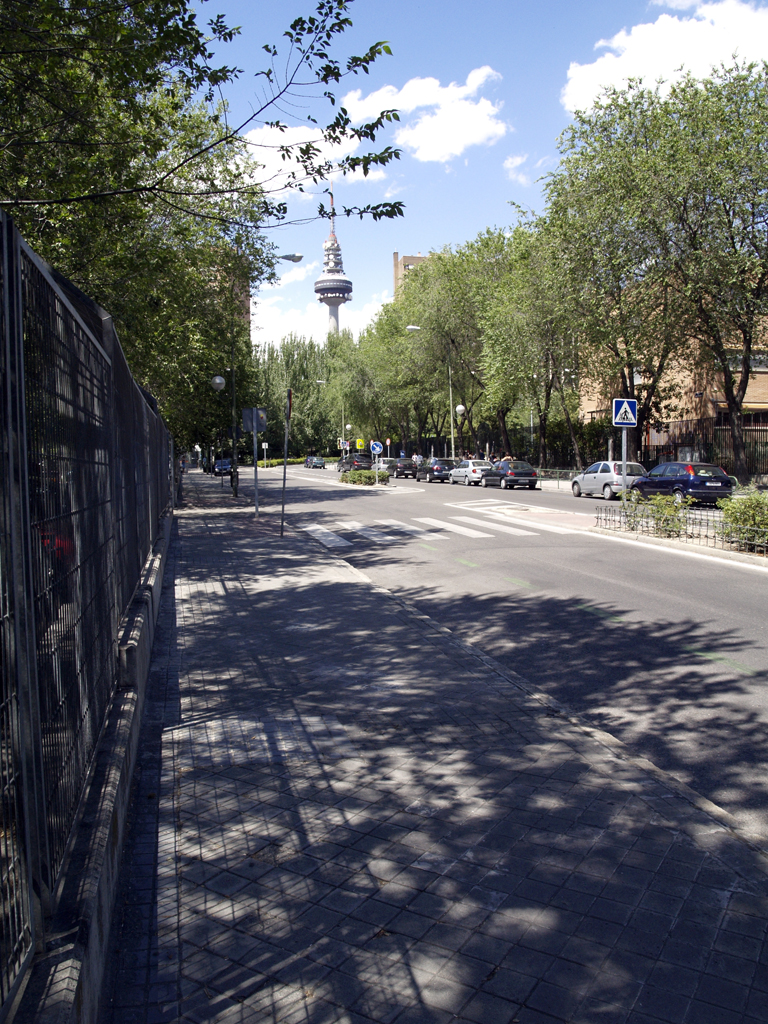
Distrito de Retiro

- Paseo del Prado: establece el límite con el distrito Centro.
- Paseo de la Infanta Isabel: establece el límite con el distrito de Arganzuela.
- Vías férreas que salen de la estación de Atocha: limitan con el distrito de Arganzuela.
- Avenida de la Paz (M-30): establece el límite con los distritos de Puente de Vallecas y Moratalaz.
- Calle de O'Donnell: establece el límite con el distrito de Salamanca.
- Calle de Alcalá: límite con el distrito de Salamanca.

Este distrito está compuesto en su mayoría por viviendas a excepción del principal parque del mismo que le da nombre. Su planimetría se ajusta a una cuadrícula en los barrios de Ibiza y Pacífico. El primero se construyó conjuntamente con el distrito de Salamanca, con el que linda, puesto que la alineación de las calles es igual, sin embargo el segundo nada tiene que ver con el proyecto urbanístico de donde surgiera el barrio de Ibiza.
El resto de barrios tienen una planimetría más irregular, destacando especialmente el barrio de la Estrella, que al estar situado en el margen oeste del curso del antiguo arroyo Abroñigal, ajusta el trazado de sus calles a la pendiente existente.

## Barrios

Barrios del distrito de Retiro

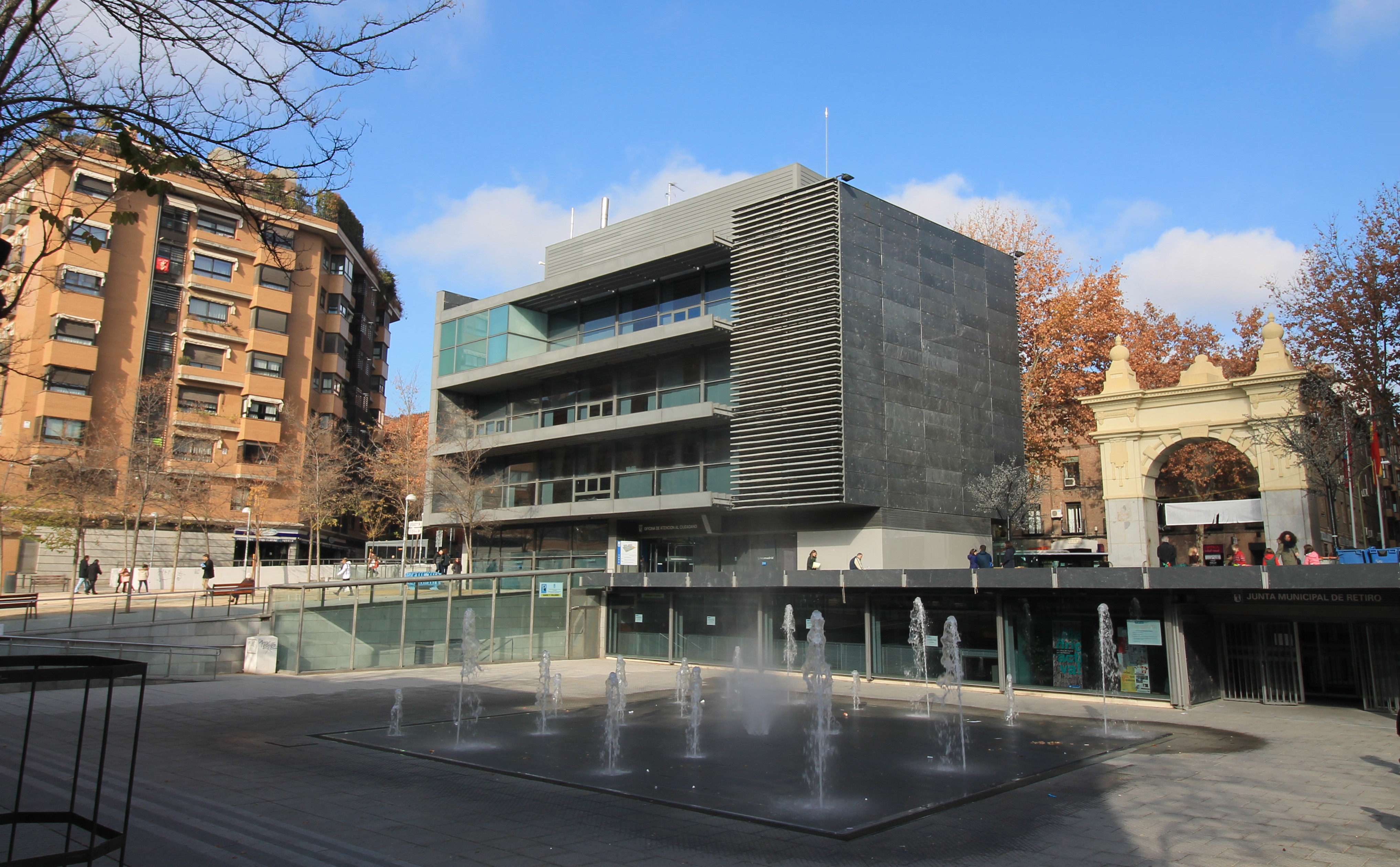
Junta Municipal de Distrito

El distrito está conformado por los siguientes 6 barriosː
- Pacífico (31)
- Adelfas (32)
- Estrella (33)
- Ibiza (34)
- Jerónimos (35)
- Niño Jesús (36)

## Educación

### Educación infantil, primaria y secundaria
En el distrito de Retiro, hay 18 Escuelas Infantiles(1 pública y 17 privadas), 6 colegios públicos de educación infantil y primaria, 4 institutos de educación secundaria y 13 colegios privados (con y sin concierto).
Así mismo dispone de un Aula Ambiental, La Cabaña del Retiro, situada en el parque del Retiro y desde la que se desarrollan actividades gratuitas para todos los públicos.

### Educación universitaria
En este distrito se encuentra la Escuela Técnica Superior de Ingenieros de Caminos, Canales y Puertos (Edificio Retiro) de la Universidad Politécnica de Madrid.

## Transporte

### Cercanías Madrid
En un extremo se encuentra la Estación de Atocha, con servicio de Cercanías (líneas C-2, C-3, C-4, C-5, C-7, C-8 y C-10), media distancia y largo recorrido.

### Metro de Madrid
- Línea 1: da servicio a los barrios de Pacífico y Adelfas con las estaciones de Estación del Arte, Atocha, Menéndez Pelayo, Pacífico y Puente de Vallecas.
- Línea 2: da servicio al barrio de Jerónimos con las estaciones de Banco de España y Retiro.
- Línea 6: da servicio a los barrios de Ibiza, Niño Jesús, Estrella, Pacífico y Adelfas con las estaciones de O'Donnell, Sainz de Baranda, Conde de Casal y Pacífico.
- Línea 9: da servicio a los barrios de Estrella, Niño Jesús e Ibiza con las estaciones de Estrella, Sainz de Baranda e Ibiza.

### Autobuses
Dentro de la red de la EMT de Madrid, las siguientes líneas prestan servicio a barrios de este distrito:
| Diurnos           | Diurnos                                    |
| Línea             | Terminales                                 |
| ----------------- | ------------------------------------------ |
| 1                 | Cristo Rey – Prosperidad                   |
| 2                 | Manuel Becerra – Reina Victoria            |
| 8                 | Legazpi – Valdebernardo                    |
| 9                 | Sol / Sevilla - Hortaleza                  |
| 10                | Cibeles – Palomeras                        |
| 14                | Conde de Casal – Avda. Pío XII             |
| 15                | Sol/Sevilla – La Elipa                     |
| 19                | Plaza de Cataluña – Legazpi                |
| 20                | Sol/Sevilla – Pavones                      |
| 24                | Estación de Atocha – Estación de El Pozo   |
| 26                | Tirso de Molina – Diego de León            |
| 27                | Embajadores – Plaza de Castilla            |
| 28                | Puerta de Alcalá – Bº Canillejas           |
| 30                | Felipe II – Pavones                        |
| 32                | Jacinto Benavente – Pavones                |
| 34                | Cibeles – Las Águilas                      |
| 37                | Cuatro Caminos – Puente de Vallecas        |
| 54                | Estación de Atocha – Congosto              |
| 56                | Diego de León – Puente de Vallecas         |
| 57                | Estación de Atocha – Alto del Arenal       |
| 59                | Estación de Atocha - San Cristóbal         |
| 61                | Moncloa – Narváez                          |
| 63                | Felipe II – Santa Eugenia                  |
| 74                | Pº Pintor Rosales – Parque de las Avenidas |
| 86                | Estación de Atocha – Villaverde Alto       |
| 102               | Estación de Atocha – Estación de El Pozo   |
| 113               | Méndez Álvaro – Ciudad Lineal              |
| 136               | Pacífico – Madrid Sur                      |
| 141               | Estación de Atocha – Buenos Aires          |
| 143               | Manuel Becerra – Villa de Vallecas         |
| 145               | Conde de Casal – Ensanche de Vallecas      |
| 146               | Callao – Los Molinos                       |
| 148               | Callao – Puente de Vallecas                |
| 152               | Felipe II – Méndez Álvaro                  |
| 156               | Manuel Becerra – Legazpi                   |
| 215               | Felipe II – Parque de Roma                 |
| 310               | Pacífico – Estación de El Pozo             |
| C1                | Circular 1                                 |
| C2                | Circular 2                                 |
| E                 | Conde de Casal – Sierra de Guadalupe       |
| E2                | Felipe II – Las Rosas                      |
| E3                | Felipe II – Valderrivas                    |
| Exprés Aeropuerto | Estación de Atocha - Aeropuerto            |

| Nocturnos         | Nocturnos                                      |
| Línea             | Terminales                                     |
| ----------------- | ---------------------------------------------- |
| N1                | Cibeles – Sanchinarro                          |
| N2                | Cibeles – Valdebebas                           |
| N3                | Cibeles – Feria de Madrid                      |
| N4                | Cibeles – Barajas                              |
| N5                | Cibeles – Colonia Fin de Semana                |
| N6                | Cibeles – El Cañaveral                         |
| N7                | Cibeles – Valderrivas                          |
| N8                | Cibeles – Pavones                              |
| N9                | Cibeles – Ensanche de Vallecas                 |
| N10               | Cibeles – Palomeras                            |
| N11               | Cibeles – Madrid Sur                           |
| N12               | Cibeles – Butarque                             |
| N13               | Cibeles – Colonia San Cristóbal de los Ángeles |
| N14               | Cibeles – Villaverde Alto                      |
| N15               | Cibeles – Hospital 12 de Octubre               |
| N16               | Cibeles – Avenida de la Peseta                 |
| N17               | Cibeles – Carabanchel Alto                     |
| N18               | Cibeles – Las Águilas                          |
| N19               | Cibeles – Colonia San Ignacio de Loyola        |
| N20               | Cibeles – Pitis                                |
| N21               | Cibeles – Arroyo del Fresno                    |
| N22               | Cibeles – Barrio de La Paz                     |
| N23               | Cibeles – Montecarmelo                         |
| N24               | Cibeles – Las Tablas                           |
| N25               | Alonso Martínez – Villa de Vallecas            |
| N26               | Alonso Martínez – Aluche                       |
| Exprés Aeropuerto | Cibeles – Aeropuerto                           |
| NC1               | Circular 1                                     |
| NC2               | Circular 2                                     |

| línea                           | vías cubiertas sentido ida                                                                                      | vías cubiertas sentido vuelta                                                                                 |
| ------------------------------- | --- | --- |
| 1 9 51 52 74 146 N2 N3 N4 N5 N7 | Alcalá | Alcalá |
| 2                               | Doctor Esquerdo, Ibiza, Narváez, O'Donnell, Alcalá                                                              | Alcalá, O'Donnell, Narváez, Alcalde Sainz de Baranda, Doctor Esquerdo                                         |
| 8                               | Avenida de la Ciudad de Barcelona, Pedro Bosch                                                                  | Avenida de la Ciudad de Barcelona, Pedro Bosch                                                                |
| 10                              | Paseo del Prado, Pº Infanta Isabel, Pº reina Cristina, Cavanilles, Doctor Esquerdo, Avda. Ciudad de Barcelona   | Paseo del Prado, Pº Infanta Isabel, Pº reina Cristina, Cavanilles, Doctor Esquerdo, Avda. Ciudad de Barcelona |
| 14 N9                           | Avda. del Mediterráneo, Pº reina Cristina, Pº Infanta Isabel, Paseo del Prado                                   | Avda. del Mediterráneo, Pº reina Cristina, Pº Infanta Isabel, Paseo del Prado                                 |
| 15                              | Alcalá [...] Narváez, Alcalde Sainz de Baranda                                                                  | Alcalá [...] Narváez, Alcalde Sainz de Baranda                                                                |
| 19                              | Alfonso XII | Alcalá, Alfonso XII                                                                                           |
| 20                              | Alcalá, O'Donnell, Avda. Menéndez Pelayo, Avda. de Nazaret, Los Astros, Estrella Polar                          | Alcalá, O'Donnell, Avda. Menéndez Pelayo, Avda. de Nazaret, Los Astros, Estrella Polar                        |
| 24 54 57 141                    | Pº Infanta Isabel, Avda. Ciudad de Barcelona                                                                    | Pº Infanta Isabel, Avda. Ciudad de Barcelona                                                                  |
| 26 C1 C2                        | Pº Infanta Isabel, Pº reina Cristina, Avda. Menéndez Pelayo, Doce de Octubre, Narváez                           | Narváez, Ibiza, Avda. Menéndez Pelayo, Pº reina Cristina, Pº Infanta Isabel                                   |
| 27 34 45 N12 N13 N14 N15 N17    | Paseo del Prado                                                                                                 | Paseo del Prado                                                                                               |
| 28 N6                           | Alcalá, O'Donnell                                                                                               | Alcalá, O'Donnell                                                                                             |
| 30                              | Doctor Esquerdo, Los Astros, Estrella Polar                                                                     | Doctor Esquerdo, Los Astros, Estrella Polar                                                                   |
| 32                              | Pº Infanta Isabel, Pº reina Cristina, Avda. del Mediterráneo, Doctor Esquerdo, Los Astros, Estrella Polar       | Estrella Polar, Cruz del Sur, Avda. del Mediterráneo, Pº reina Cristina, Pº Infanta Isabel                    |
| 37 N10                          | Paseo del Prado, Pº Infanta Isabel, Avda. Ciudad de Barcelona                                                   | Paseo del Prado, Pº Infanta Isabel, Avda. Ciudad de Barcelona                                                 |
| 56                              | Doctor Esquerdo, Avda. Ciudad de Barcelona                                                                      | Doctor Esquerdo, Avda. Ciudad de Barcelona                                                                    |
| 59 85 86                        | Pº Infanta Isabel                                                                                               | Pº Infanta Isabel                                                                                             |
| 61                              | Narváez | Narváez |
| 63                              | Narváez, Ibiza, Avda. Menéndez Pelayo, Avda. del Mediterráneo                                                   | Avda. del Mediterráneo, Avda. Menéndez Pelayo, Doce de Octubre, Narváez                                       |
| 102                             | Pº Infanta Isabel, Avda. Ciudad de Barcelona, Comercio                                                          | Pº Infanta Isabel                                                                                             |
| 113 148                         | Cerro Negro | Cerro Negro                                                                                                   |
| 136 310                         | Avda. Ciudad de Barcelona                                                                                       | Avda. Ciudad de Barcelona                                                                                     |
| 143                             | Doctor Esquerdo, Avda. Mediterráneo                                                                             | Doctor Esquerdo, Avda. Mediterráneo                                                                           |
| 145 E                           | Avda. del Mediterráneo                                                                                          | Avda. del Mediterráneo                                                                                        |
| 152                             | Avda. Menéndez Pelayo, Comercio                                                                                 | Avda. Menéndez Pelayo, Comercio                                                                               |
| 215                             | Narváez, Alcalde Sainz de Baranda, Juan Esplandiú                                                               | Narváez, Alcalde Sainz de Baranda, Juan Esplandiú                                                             |
| N8                              | Alcalá, O'Donnell, Avda. Menéndez Pelayo, Alcalde Sainz de Baranda, Doctor Esquerdo, Los Astros, Estrella Polar | Estrella Polar, Los Astros, Doctor Esquerdo, Ibiza, Avda. Menéndez Pelayo, O'Donnell, Alfonso XII             |
| N11                             | Paseo del Prado, Pº Infanta Isabel, Avda. Ciudad de Barcelona, Comercio                                         | Paseo del Prado                                                                                               |

Por otra parte, en la plaza de Conde de Casal tienen su cabecera varias líneas interurbanas con destino a municipios del corredor 3 (Autovía del Este).

## Política
| Partidos               | Votos  | Porcentaje |
| ---------------------- | ------ | ---------- |
| PP                     | 22 792 | 31.05 %    |
| Más Madrid             | 20 490 | 27.92 %    |
| CS                     | 15 400 | 20.98 %    |
| PSOE                   | 6215   | 8.47%      |
| Vox                    | 6159   | 8.39 %     |
| PACMA                  | 246    | 0,34 %     |
| Por Un Mundo Más Justo | 121    | 0.16 %     |
| UPyD                   | 79     | 0.11 %     |